# Ronde van Frankrijk 1937
| Route van de Ronde van Frankrijk 1937 met start en finish in Parijs. |                      |              |
| Eindklassement                                                       |                      |              |
| Algemeen klassement                                                  | Roger Lapébie        | 138h 58' 31" |
| Tweede                                                               | Mario Vicini         | + 7' 17"     |
| Derde                                                                | Leo Amberg           | + 26' 23"    |
| Vierde                                                               | Francesco Camusso    | + 26' 53"    |
| Vijfde                                                               | Sylvain Marcaillou   | + 35' 36"    |
| Zesde                                                                | Edward Vissers       | + 38' 13"    |
| Zevende                                                              | Paul Chocque         | + 1h 04' 19" |
| Achtste                                                              | Pierre Gallien       | + 1h 06' 33" |
| Negende                                                              | Erich Bautz          | + 1h 06' 41" |
| Tiende                                                               | Jean Fréchaut        | + 1h 24' 34" |
| Rode Lantaarn                                                        | Aloyse Klensch (46e) | + 6h 39' 25" |
| Bergklassement                                                       | Félicien Vervaecke   | 114 punten   |
| Tweede                                                               | Mario Vicini         | 96 punten    |
| Derde                                                                | Sylvère Maes         | 90 punten    |
| Ploegenklassement                                                    | Frankrijk            | 418h 36' 28" |
| Tweede                                                               | Italië               | -            |
| Derde                                                                | Duitsland            | -            |

In 1937 ging de 31e Tour de France op 30 juni in Parijs van start en eindigde op 25 juli ook in Parijs. Er stonden 98 renners aan de start. Behalve renners van negen nationale ploegen stonden er ook individuelen aan de start.
De nog jonge Gino Bartali pakte in de Alpen de gele trui, maar moest na een val opgeven. Toen kreeg Sylvère Maes, de winnaar van het voorgaande jaar, de leiding. Zijn belangrijkste concurrent werd de Fransman Roger Lapébie. Maes kreeg nu te maken met Frans chauvinisme - Maes kreeg overdreven zware straffen voor overtredingen, Lapébie juist lichte. Ook kreeg Maes te maken met dichte slagbomen bij een spoorwegovergang, terwijl er geen trein aankwam. Wat echter de druppel voor hem was, was het gedrag van de Franse fans, die Maes en zijn ploeggenoten niet alleen uitscholden maar ook fysiek aanvielen. In Bordeaux stapte de volledige Belgische ploeg uit de race, waarna Lapébie redelijk eenvoudig de Tour won. De Fransen waren van mening dat hij Maes ook wel verslagen zou hebben als deze niet uitgestapt was, maar in België werd Maes toegejuicht - meer dan zijn twee touroverwinningen in 1936 en 1939 was het deze Tour die van Maes een nationale wielerheld maakte.
Aantal ritten: 20 

Totale afstand: 4415 km 

Gemiddelde snelheid: 31.768 km/h 

Aantal deelnemers: 98 

Aantal uitgevallen: 52 

## Belgische en Nederlandse prestaties
In totaal namen er 14 Belgen en zes Nederlanders deel aan de Tour van 1937.

### Belgische etappezeges
- Sylvère Maes won de 5e etappe deel B van Lons-Le-Saunier naar Champagnole.
- Gustaaf Deloor won de 6e etappe van Genève naar Aix-les-Bains.
- Félicien Vervaecke won de 10e etappe van Digne-Nice naar Sospel-Nice.
- Eloi Meulenberg won de 11e etappe deel A van Nice naar Toulon, de 13e etappe deel B van Narbonne naar Perpignan, de 14e etappe deel A van Perpignan naar Bourg Madame en de 14e etappe deel C van Ax-les-Thermes naar Luchon.
- Gustave Danneels won de 11e etappe deel B van Toulon naar Marseille.
- Adolphe Braeckeveldt won de 17e etappe deel B van Royan naar Saintes (ex aequo met Heinz Wengler).
- Edward Vissers won de 20e etappe van Caen naar Parijs.

### Nederlandse etappezeges
- In 1937 waren er geen Nederlandse etappezeges.

## Etappes
- 1e Etappe Parijs - Rijsel: Jean Majérus (Lux)
- 2e Etappe Rijsel - Charleville: Maurice Archambaud (Fra)
- 3e Etappe Charleville - Metz: Walter Generati (Ita)
- 4e Etappe Metz - Belfort: Erich Bautz (Dui)
- 5ae Etappe Belfort - Lons-Le-Saunier: Henri Puppo (Fra)
- 5be Etappe Lons-Le-Saunier - Champagnole: Sylvère Maes (Bel)
- 5ce Etappe Champagnole - Genève: Leo Amberg (Zwi)
- 6e Etappe Genève - Aix-les-Bains: Gustaaf Deloor (Bel)
- 7e Etappe Aix-les-Bains - Grenoble: Gino Bartali (Ita)
- 8e Etappe Grenoble - Briançon: Otto Weckerling (Dui)
- 9e Etappe Briançon - Digne: Roger Lapébie (Fra)
- 10e Etappe Digne-Nice - Sospel-Nice: Félicien Vervaecke (Bel)
- 11ae Etappe Nice - Toulon: Eloi Meulenberg (Bel)
- 11be Etappe Toulon - Marseille: Gustave Danneels (Bel)
- 12ae Etappe Marseille - Nîmes: Alphonse Antoine (Fra)
- 12be Etappe Nîmes - Montpellier: René Pedroli (Zwi)
- 13ae Etappe Montpellier - Narbonne: Francesco Camusso (Ita)
- 13be Etappe Narbonne - Perpignan: Eloi Meulenberg (Bel)
- 14ae Etappe Perpignan - Bourg Madame: Eloi Meulenberg (Bel)
- 14be Etappe Bourg Madame - Ax-les-Thermes: Mariano Cañardo (Spa)
- 14ce Etappe Ax-les-Thermes - Luchon: Eloi Meulenberg (Bel)
- 15e Etappe Luchon - Pau: Julián Berrendero (Spa)
- 16e Etappe Pau - Bordeaux: Paul Chocque (Fra)
- 17ae Etappe Bordeaux - Royan: (123 km) Erich Bautz (Dui)
- 17be Etappe Royan - Saintes: Adolphe Braeckeveldt (Bel) en Heinz Wengler (Dui) (ex-aequo)
- 17ce Etappe Saintes - La Rochelle: Roger Lapébie (Fra)
- 18ae Etappe La Rochelle - La Roche-sur-Yon: Roger Lapébie (Fra)
- 18be Etappe La Roche-sur-Yon - Rennes: Paul Chocque (Fra)
- 19ae Etappe Rennes - Vire: Raymond Passat (Fra)
- 19be Etappe Vire - Caen: Leo Amberg (Zwi)
- 20e Etappe Caen - Parijs: Edward Vissers (Bel)

 winnaars gele trui · 
 puntenklassement · 
 bergklassement · 
 jongerenklassement · 
 tussensprintklassement · 
 combinatieklassement · 
 ploegenklassement · 
 strijdlust · 
rode lantaarn
records · meeste deelnames · ranglijst etappewinnaars · bekende beklimmingen · valpartijen · dopinggevallen · Grand Départ · Souvenir Henri Desgrange
1903 · 
1904 · 
1905 · 
1906 · 
1907 · 
1908 · 
1909 · 
1910 · 
1911 · 
1912 · 
1913 · 
1914 ·
1915 ·
1916 ·
1917 ·
1918 · 
1919 · 
1920 · 
1921 · 
1922 · 
1923 · 
1924 · 
1925 · 
1926 · 
1927 · 
1928 · 
1929 · 
1930 · 
1931 · 
1932 · 
1933 · 
1934 · 
1935 · 
1936 · 
1937 · 
1938 · 
1939 · 
1940 ·
1941 ·
1942 ·
1943 ·
1944 ·
1945 ·
1946 ·
1947 · 
1948 · 
1949 · 
1950 · 
1951 · 
1952 · 
1953 · 
1954 · 
1955 · 
1956 · 
1957 · 
1958 · 
1959 · 
1960 · 
1961 · 
1962 · 
1963 · 
1964 · 
1965 · 
1966 · 
1967 · 
1968 · 
1969 · 
1970 · 
1971 · 
1972 · 
1973 · 
1974 · 
1975 · 
1976 · 
1977 · 
1978 · 
1979 · 
1980 · 
1981 · 
1982 · 
1983 · 
1984 · 
1985 · 
1986 · 
1987 · 
1988 · 
1989 · 
1990 · 
1991 · 
1992 · 
1993 · 
1994 · 
1995 · 
1996 · 
1997 · 
1998 · 
1999 · 
2000 · 
2001 · 
2002 · 
2003 · 
2004 · 
2005 · 
2006 · 
2007 · 
2008 · 
2009 · 
2010 · 
2011 · 
2012 · 
2013 · 
2014 · 
2015 · 
2016 · 
2017 · 
2018 · 
2019 ·
2020 · 
2021 · 
2022 · 
2023 · 
2024 · 
2025